# Шоймоши, Эрнё
Э́рнё Шо́ймоши (венг. Solymosi Ernő; 21 июня 1940, Диошдьёр, Венгрия — 19 февраля 2011) — венгерский футболист, бронзовый призёр Олимпийских игр в Риме (1960), бронзовый призёр чемпионата Европы (1964).

## Биография
Выступал за клубы Диошдьёр, Уйпешт и Печ в качестве полузащитника и защитника. За сборную Венгрии сыграл 38 игр и забил 7 голов. В составе команды становился бронзовым призёром Олимпийских игр в Риме (1960) и чемпионата Европы (1964). Также выступал на мировом первенстве в Чили (1962).
После завершения спортивной карьеры работал в МВД, в личной охране бывшего венгерского лидера Яноша Кадара. В 1993 г. ушёл в отставку.